# Поезд на юг
«По́езд на юг» — рассказ советского русского писателя Александра Малышкина, впервые опубликованный в 1925 году.
Рассказ впервые опубликован в журнале «30 дней» (1925, № 7), затем последовали публикации в авторских сборниках «Ночь под Кривым Рогом» (1926), «Падение Даира» (1926, неоднократно переиздавался в 1920—1930-е гг.). Рассказ включался во все посмертные собрания сочинений писателя, был представлен в нескольких антологиях советского рассказа.
В 1938 году в очерке, посвящённом смерти Малышкина Константин Паустовский назвал «Поезд на юг» одним из шедевров советской литературы.